# آغا بزرك الطهراني
الشيخ محمد محسن بن علي بن محمد رضا الطهراني النجفي (1293 هـ - 1389 هـ) هو رجل دين وفقيه ومؤرِّخ شيعي إيراني إلَّا أن الاسم المعروف والمشتهر به هو آغا بزرگ الطهراني (بالفارسية: آقابزرگ تهرانی)، وقد اشتهر بتأليفه موسوعة الذريعة إلى تصانيف الشيعة وهي أشمل وأكبر فهرس يضم عناوين الكتب والمؤلفات والمصنفات الشيعية. وهو موثقٌ عند علماء الشيعة ورجالييهم، والكثير منهم قد أشادوا به وامتدحوه كمحمد حسين آل كاشف الغطاء،(1) ومحمد علي المدرس الأفغاني،(2) وغيرهما.

## ولادته ونشأته
ولد في الحادي عشر من ربيع الأول 1293 هـ بمدينة طهران وسط عائلة مُتديّنة، وقد كان أبوه من العاملين في التجارة، وقد ألّف كتاباً أرّخ فيه الحوادث التي رافقت حركة تحريم التنباك، أما جده فقد كان من التجار البارزين وكانت له مساهمة في تأسيس أول مطبعة في إيران.
بدأ في طهران بدراسة العلوم الحوزوية منذ أن كان في العاشرة من عمره، وظلّ مشغولاً بالدراسة في طهران مدة اثنتي عشرة سنة تتلمذ فيها على بعض الأساتذة، ومنهم: محمد حسين الخراساني، ومحمود القمي، وعلي نوري الايلكاني، وعبد الكريم اللاهيجي، وغيرهم.

## هجرته إلى العراق
هاجر إلى مدينة النجف عام 1315 هـ لإكمال دراسته الحوزوية، فعاش فيها حوالي أربع عشرة سنة، وبعد ذلك سافر إلى مدينة سامراء، والتحق بالحوزة التي أسسها هناك محمد حسن الشيرازي، وبقي هناك مدة أربع وعشرين سنة. ثُم عاد إلى مدينة النجف عام 1354 هـ، وبقي فيها مشغولاً في البحث والتصنيف إلى أواخر أيام حياته.

## أساتذته
تتلمذ على عدد كبير من الأساتذة في فترات دراسته بالحوزات العلمية في طهران، والنجف، وسامراء، ومنهم:
| - محمد حسين الخراساني. - محمود القمي. - علي نوري الأيلكاني. - عبد الكريم اللاهيجي. | - حسين النوري الطبرسي. - مرتضى الكشميري. - محمد طه نجف. - حسين الخليلي. | - محمد كاظم الخراساني. - محمد كاظم اليزدي. - محمد تقي الشيرازي. - شيخ الشريعة الأصفهاني. | - علي آل كاشف الغطاء. - أبو تراب الخونساري. - حسن الصدر. |

## من تلامذته
- عبد الحسين الأميني.
- محمد الحسين الحسيني الطهراني.
- السيد علي السيستاني.
- محمد حسن الطالقاني.

## من مؤلفاته
| - الذريعة إلى تصانيف الشيعة. موسوعة في عدَّة مجلَّدات في رصد مصنَّفات الشيعة. - طبقات أعلام الشيعة. - حياة الطوسي. - هدية الرازي إلى المجدد الشيرازي. - مصفى المقال في مصنفي علم الرجال. - المشيخة. - النقد اللطيف في نفي التحريف عن القرآن الشريف. - توضيح الرشاد في تاريخ حصر الاجتهاد. | - تفنيد قول العوام بقدم الكلام. - ضياء المفازات في طُرق مشايخ الإجازات. - إجازات الرواية والوراثة في القرون الأخيرة الثلاثة. - مستدرك كشف الظنون. - تعريف الأنام بحقيقة المدينة والإسلام. - تقريرات دروس أساتذته في الفقه والأصول. - منظومة شعرية عقائدية. |

## وفاته
توفي الطهراني في 13 ذو القعدة 1389 هـ، ودفن بمكتبته في مدينة النجف.

## هوامش
- 1 قال محمد حسين آل كاشف الغطاء عن الطهراني: ”لقد أودع الله سبحانه هذا العالم - الذي جمع العلم والورع - الهمة العالية، والنشاط، والعزيمة، فقد قام فعلاً بإحياء السنَّة الشريفة، وتصدى في الردِّ على أهل البدع والشبهات“.
- 2 قال محمد علي المدرس الأفغاني: ”قد كان شيخنا الآغا بزرك بحق فقيهاً، ومحققاً، ومدققاً، وأُصولياً، عالِماً بأحوال الرجال، جامعاً للعلوم المختلفة، وقد تحمَّل في سبيل إحياء آثار علماء الشيعة الشيء الكثير، ويمكن أن نعدُّه عَلَماً من أعلام عصرنا الحاضر“.